# Simplicia (насекомые)
Simplicia (лат.) — род чешуекрылых  из подсемейства совок-пядениц (лат. Herminiinae).

## Описание
Бабочки средних размеров (2—4 см). Задние крылья с жилкой M2, отходящей от общего ствола M3 и Cu1 (до расхождения M3 и Cu1) — для части видов.
Часть представителей: на задних крыльях M2 отходит от ячейки из одной точки с общим стволом M3 и Cu1.

## Систематика
Род был впервые выделен в 1854 году французским энтомологом Ашилем Гене, типовым видом которого был позднее обозначен таксон  Herminia rectalis Eversmann, 1842, описанный российским натуралистом Эдуардом Эверсманном из России (Казань и Оренбург). В составе рода 56 видов (Poole, 1989):
- Simplicia anoecta
- Simplicia aperta
- Simplicia armatalis (Walker, 1866)
- Simplicia aroa
- Simplicia brevicosta
- Simplicia buffetti
- Simplicia butesalis (Walker, 1858)[7]
- Simplicia caeneusalis (Walker, 1859)
- Simplicia capalis
- Simplicia clarilinea
- Simplicia cornicalis (Fabricius, 1794) (syn: Simplicia caeneusalis (Walker, [1859]))
- Simplicia discosticta
- Simplicia erebina (Butler, 1887)
- Simplicia eriodes
- Simplicia extinctalis (Zeller, 1852)
- Simplicia fesseleti Guillermet, 2005
- Simplicia floccosa
- Simplicia inarcualis
- Simplicia inareolalis
- Simplicia inflexalis Guenée, 1854
- Simplicia kebeae
- Simplicia lautokiensis
- Simplicia limbosalis
- Simplicia macrotheca
- Simplicia medioangulata
- Simplicia mesotheca
- Simplicia minoralis
- Simplicia mistacalis Guenée, 1854
- Simplicia monocaula
- Simplicia moorei Swinhoe, 1919
- Simplicia murinalis
- Simplicia nitida
- Simplicia notata
- Simplicia obiana
- Simplicia obscura Prout
- Simplicia pachyceviua Gaede
- Simplicia pannalis Guenée, 1862
- Simplicia periplocalis (Mabille, 1880)
- Simplicia pseudeusalis  Holloway, 2008
- Simplicia pseudoniphona
- Simplicia purpuralis
- Simplicia rectalis Eversmann, 1842
- Simplicia renota
- Simplicia robustalis 'Guenée, 1854
- Simplicia rufa A.E. Prout, 1929
- Simplicia ryukyuensis
- Simplicia siamensis
- Simplicia sicca
- Simplicia simplicissima
- Simplicia simulata
- Simplicia solomonensis
- Simplicia stictogramma
- Simplicia subterminalis
- Simplicia toma
- Simplicia tonsealis
- Simplicia trilineata
- Simplicia turpatalis Walker
- Simplicia undicosta
- Simplicia xanthoma Prout, 1928
- Simplicia zanclognathalis